# Gustav Xaver Reinhold von Ryssel
Pour les articles homonymes, voir Ryssel.
Gustav Xaver Reinhold von Ryssel (aussi : Ryssel I, né le 13 mai 1771 à Freyburg et mort le 17 octobre 1845 à Prittag, arrondissement de Grünberg-en-Silésie) est un général de division royal saxon, plus tard général d'infanterie prussien.

## Biographie

### Origine
La famille Ryssel est une famille de marchands français qui a émigré en Saxe. Ainsi, en 1690, un maître d'œuvre nommé Wilhelm von Ryssel apparaît à Leipzig. Le marchand Christoph Heinrich von Ryssel vit à Leipzig en 1702 et est un ancêtre du général. Ses parents sont le colonel électoral saxon Georg Dietrich von Ryssel (1730-1804) et sa femme Maria Anna, née von Eichinger (née en 1741). Son frère Anton Friedrich Karl von Ryssel (de) devient lieutenant général prussien.

### Carrière militaire
Ryssel entre au service saxon en tant que cadet et est placé dans le régiment d'infanterie prince Xavier. Il y devint enseigne le 6 mars 1781 et sous-lieutenant le 31 juillet 1790. Pendant la Guerre de la première coalition,il combat les Français dans les états allemands du sud lors de la bataille de Maxbach. Le 9 mai 1798, il est promu premier lieutenant et en 1804, il devient adjudant général du général Johann Adolph von Oebschelwitz (de).
Lors de la guerre de la Quatrième Coalition, Ryssel est blessé au cou lors de la bataille d'Auerstaedt, mais combat ensuite du côté français lors du siège de Dantzig. Après la guerre, il est promu capitaine le 24 août 1807 et rejoint l'état-major général en tant que major le 27 octobre 1809. Il participe également à la campagne contre l'Autriche en 1809. Le 1er mai 1810, il est nommé chef d'état-major de la division d'infanterie "LeCoq". Il y est promu lieutenant-colonel le 13 mars 1811 et colonel le 31 juillet 1812. Le 25 août 1812, il est nommé commandant du régiment d'infanterie "prince Antoine". Pendant la campagne de Russie, Ryssel combat en 1812 dans les batailles de Pdobna, Wolowitz, Bruzina, Kliniki et Biala. Pour Wolowitz, il reçoit la croix de chevalier de l'ordre militaire de Saint-Henri. À son retour, il est nommé major général le 22 septembre 1813. Au début de la campagne d'Allemagne, il se trouve d'abord du côté français. Ryssel obtint la croix de la Légion d'honneur lors de la bataille de Bautzen et participe aux batailles de Groß Beeren et de Dennewitz. Il combat également dans les batailles de Görlitz, Reichenbach, Wittstock et Arnoldsmühle. Lors de la bataille de Leipzig, Ryssel et sa brigade passent aux Alliés. En 1814, il rejoint le gouverneur russe de Saxe, le général Repnine. Ryssel combat lors du siège de Maubeuge et, en dernier lieu, en 1815, lors de la bataille de Waterloo, pour laquelle il reçoit la croix de fer de 2e classe. Le 21 février 1815, il passe au service de la Prusse en tant que major général avec brevet du 30 décembre 1813
Il est d'abord placé auprès du général von Gaudi (de) à Dresde. Le 19 mars 1815, Ryssel rejoint le 4e corps d'armée en tant que chef de brigade. À cet effet, il reçoit à partir du 28 mars 1815, en plus de son salaire, une allocation de 1200 thalers, puis le 10 juillet 1815, il est nommé chef de la 2e brigade. Le 3 octobre 1815, il est transféré au corps d'armée en France en tant que chef de brigade. À cet effet, il reçoit le 27 octobre 1815 un cadeau de 2000 thalers du roi. Le 27 mars 1817, Ryssel reçoit l'ordre de Sainte-Anne de 1re classe. Le 5 septembre 1818, il est nommé commandant de la 12e division d'infanterie et le 26 octobre 1818, il reçoit l'ordre de l'Aigle rouge de 3e classe. Le 22 février 1820, il est chargé d'assumer les fonctions de commandant de la forteresse de Neisse. En cette qualité, Ryssel reçoit le 30 mars 1820, par brevet du 3 avril 1820, sa promotion au grade de lieutenant-général. Le 18 janvier 1821, il est décoré de l'ordre de l'Aigle rouge de 2e classe. Le 9 septembre 1828, il reçoit l'ordre de l'Aigle rouge de 1re classe avec feuilles de chêne. Le 15 octobre 1831, Ryssel peut encore fêter ses 50 ans de service, avant que son départ ne soit accordé le 27 juin 1832 en tant que général d'infanterie avec pension légale. Il meurt le 17 octobre 1845 à Prittag.

### Famille
En 1804, Ryssel se marie avec Konstantine Johanna Friederike von Heßler (de) (morte après 1870), une fille du capitaine de district Rudolph Adam von Heßler (de). Le mariage donne naissance à une fille, Emilie Helene Friederike Marianne (1808–1817), décédée à Stenay, en France.